# 스마트키

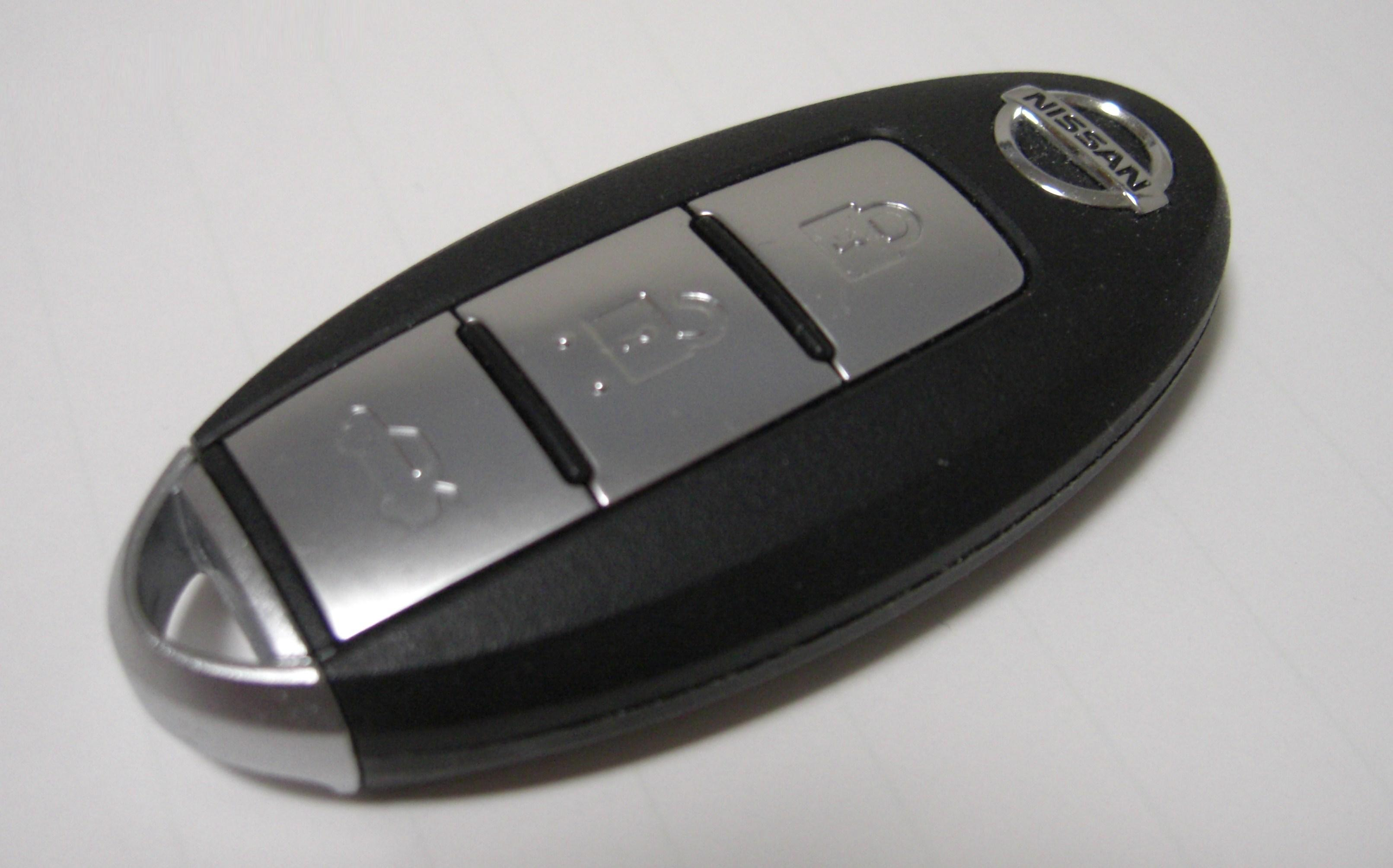
닛산 푸가 인텔리전트 키

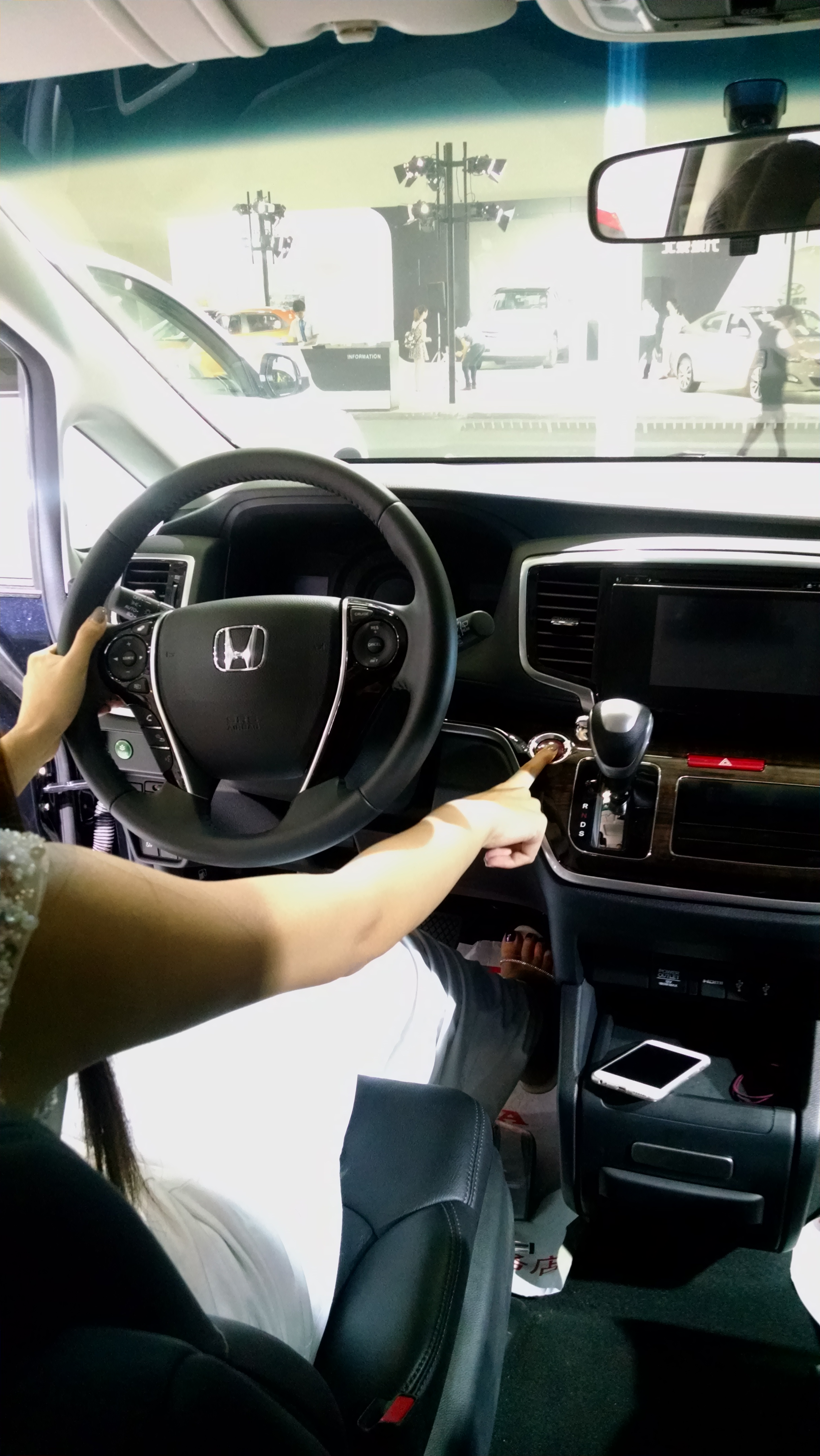
한 여성이 혼다 오디세이 스마트 엔트리 시스템을 보여주고 있다.

스마트 키(smart key)는 표준 장비 또는 여러 자동차 디자인의 옵션으로 사용할 수 있는 일렉트로닉스 액세스 및 인증 시스템이다. 1995년 지멘스가 처음 개발했으며, 1997년 5월 17일 다임러-벤츠가 디자인 특허를 출원한 후 1998년 W220 S-클래스에 "Keyless-Go"라는 이름으로 메르세데스-벤츠가 도입했다.

## 동작 방식
스마트 키를 사용하면 운전자가 차량의 잠금을 해제하고, 잠그고, 시동을 걸 때 전자열쇠를 주머니에 넣어둘 수 있다. 키는 자동차 차체에 있는 여러 안테나 중 하나와 키 하우징에 있는 무선 펄스 발생기를 통해 식별된다. 시스템에 따라 도어 핸들이나 트렁크 릴리즈에 있는 버튼이나 센서를 누르면 차량이 자동으로 잠금 해제된다. 스마트 키 시스템이 장착된 차량에는 일반적으로 차량과 함께 제공되는 예비 키 블레이드 형태의 기계적 백업이 있다. 일부 제조업체는 스타일링을 위해 커버 뒤에 백업 잠금 장치를 숨긴다.
스마트 키 시스템이 장착된 차량은 운전자가 차량 내부에 키를 가지고 있는 경우 시동 장치에 키를 삽입하지 않고도 이모빌라이저를 해제하고 시동을 활성화할 수 있다. 대부분의 차량에서는 시동 버튼을 누르거나 점화 스위치를 비틀면 된다.
스마트 키 시스템이 장착된 차량에서 하차할 때 도어 핸들의 버튼을 누르거나 도어 핸들의 정전식 영역을 터치하거나 차량에서 멀어지는 방식으로 차량이 잠긴다. 잠금 방법은 모델에 따라 다르다.
일부 차량은 차량 잠금 해제에 사용되는 스마트 키를 기반으로 설정을 자동으로 조정한다. 좌석 위치, 스티어링 휠 위치, 외부 미러 설정, 실내 온도 조절(예: 온도) 설정, 스테레오 사전 설정과 같은 사용자 기본 설정은 널리 사용되는 조정이다. 포드 이스케이프와 같은 일부 모델에는 특정 키로 시동을 걸면 차량이 최대 속도를 초과하지 않도록 설정하는 기능도 있다.

## 보험 기준
2005년 영국의 자동차 보험 연구 전문가 댓챔(Thatcham)은 차량으로부터 10cm 이상 떨어진 곳에서 장치가 작동하지 않도록 요구하는 키리스 출입 표준을 도입했다. 독립적인 테스트에서 닛산 마치의 시스템이 가장 안전한 것으로 확인되었다. 반면 특정 BMW 및 메르세데스 키는 그렇지 못했는데, 이론적으로 소유자가 연료를 공급하는 동안 자동차를 탈취할 수 있다는 것이다.  이러한 보안 취약성에도 불구하고 자동차 절도율은 2009년에서 2010년 사이에 7% 감소했으며 국가보험범죄국(National Insurance Crime Bureau)은 스마트 키가 이러한 감소의 원인이라고 생각한다.

## 역사
이 시스템은 지멘스 VDO가 개발한 PASE(Passive Start and Entry System)라는 기술을 기반으로 한다. 이는 무선 주파수의 ISM 대역에서 작동한다. Keyless Entry/Go는 1998년 메르세데스-벤츠가 S클래스 자동차 시리즈에 처음 선보였다.

## 효과
ADAC의 테스트에서는 Keyless Go가 탑재된 20개 자동차 모델에 키 없이 탑승하고 주행할 수 있는 것으로 나타났다. 2014년에는 런던에서 자동차 6,000대(하루 약 17대)가 열쇠 없이 출입하는 방식으로 도난당했다.

## 버튼형 스마트 카드키
현대모비스가 버튼형 스마트 카드키를 2024년 4월 4일에 출시했다. 신용카드 형태의 초슬림형 디자인이 특징인 버튼형 스마트 카드키는 버튼을 누르면서 문을 열고 닫거나 원격 시동, 원격 주차 보조, 트렁크 열림, 원격 경보음, 장치 간 위치를 파악할 수 있는 초광대역 무선 통신 기능 등 다양한 기능이 탑재됐다.
버튼형 스마트 카드키는 현대자동차 아이오닉 5 N에 첫 적용한다. 아이오닉 5 N용 버튼형 스마트 카드키에는 고성능 N브랜드 로고와 고유의 색상이 반영됐다.

## 같이 보기
- 이모빌라이저
- 현대모비스
- 기아
- 현대자동차
- 현대자동차그룹